# Abd al-Fattah Isma'il
Abd al-Fattāh Ismāʿīl Muhammad (in arabo عبد الفتاح إسماعيل محمد‎?) (Ta'izz, 17 luglio 1939 – Aden, 13 gennaio 1986) è stato un politico yemenita, fu il leader de facto della Repubblica Democratica Popolare dello Yemen dal 1969 al 1980. Servi come Presidente del Consiglio Popolare Supremo (Capo di Stato), e fu fondatore, ideologo e leader del Partito Socialista Yemenita dal 1978 al 1980. Morì in circostanze oscure durante la guerra civile dello Yemen del Sud nel 1986; il suo corpo non venne mai ritrovato.

## Biografia
Isma'il nacque nel Distretto di Hugariah di Taʿizz nello Yemen del Nord, fu educato ad Aden, dove di conseguenza lavorò in una raffineria di petrolio dal 1956 al 1959 come un apprendista. Come cofondatore del Movimento Nazionalista Arabo nello Yemen del Sud, contribuì alla formazione di un numero di celle del movimento prima di essere arrestato dalle autorità britanniche ad Aden per avere incitato politicamente gli operai.
nel 1961 divenne insegnante di scuola in uno dei distretti di Aden, e allo stesso tempo continuò la sua attività politica. Fu cofondatore del Fronte Nazionale per la Liberazione dello Yemen del Sud. Dopo che il Fronte Nazionale per la Liberazione dello Yemen del Sud ebbe iniziato la rivoluzione per liberare lo Yemen del Sud dal dominio britannico, Isma'il divenne un rivoluzionario socialista a tempo pieno, dopo il quale prese la leadership dell'ala militare sotterranea (Fedayeen) del Fronte Nazionale per la Liberazione dello Yemen del Sud di Aden, continuando la sua attività politica.
In seguito venne eletto nell'esecutivo del Fronte Nazionale di Liberazione nel primo, secondo e terzo congresso nel 1965-67. Dopo che lo Yemen del Sud ebbe conquistato la sua indipendenza nel 1967 , fu nominato ministro della cultura e dell'unità yemenita. Nel quarto congresso del fronte nazionale ebbe un ruolo primario nel determinare la linea progressista della rivoluzione. Ma nel marzo 1968 fu arrestato dall'ala di destra del fronte nazionale e decise di andare in esilio volontario, dove abbozzò il "Programma per la Liberazione Democratica Nazionale", un manifesto di sinistra. Il suo ruolo fu cruciale per il consolidamento dell'ala di sinistra del fronte di liberazione nazionale che conquistò il potere definitivamente il 22 giugno 1969 nel "passo correttivo".
In seguito al "passo correttivo" Isma'il venne eletto segretario generale del comitato centrale del fronte di liberazione nazionale, ruolo che fece di lui l'effettivo leader dello Yemen del Sud. Venne anche eletto come membro del presidium del Consiglio popolare supremo. Nel 1970 venne eletto presidente dello stesso presidium. Ebbe nuovamente un ruolo primario nel dialogo tra il fronte di liberazione nazionale e gli altri partiti di sinistra presenti nello Yemen del Sud che portarono alla fondazione del Partito Socialista Yemenita (YSP). In seguito venne eletto segretario generale del Partito Socialista Yemenita al primo congresso del partito nell'ottobre 1978. Ideologicamente Isma'il era considerato a favore del modello sovietico di sviluppo socialista (in opposizione all'alternativa maoista). Nell'ottobre 1979, assicurò il trattato di amicizia e cooperazione con l'Unione Sovietica. In seguito siglò simili trattati anche con la Germania Est e l'Etiopia di Menghistu nel 1981, avvenuti dopo le dimissioni dalle sue cariche politiche.
Nel 1980 si dimise da tutte le sue cariche per presunti problemi di salute e al suoposto gli succedette Ali Nasir Muhammad. Ciò nonostante, venne eletto presidente del partito prima di recarsi a Mosca per un trattamento medico, rimase nella capitale sovietica fino al 1985 quando ritornò nel suo paese nel bel mezzo della crisi che si stava creando tra Muhammad e suoi oppositori all'interno del Partito Socialista Yemenita.
Nell'ottobre 1985 fu eletto nel politburo del partito e come segretario del comitato centrale, ma la crisi ebbe un apice il 13 gennaio 1986, risultando in una violenta lotta ad Aden tra i suoi sostenitori e quelli di Muhammad. I combattimenti durarono per dodici giorni ed ebbero come risultato migliaia di vittime, con l'estromissione di Nasir e la sua stessa misteriosa scomparsa. È molto probabile che Isma'il rimase vittima in un bombardamento dalle forze navali fedeli ad Ali Nasir Muhammad che presero di mira la sua abitazione ad Aden.